# Badmouth
Badmouth är ett svenskt hårdrocksband från Stockholm som bildades 2007 av basisten Chris Lemon  och gitarristen Mike Hill. Tom Pearsson rekryterades på sång, Randy Joy på sologitarr och Rick Hard på trummor. Bandet använde i hög utsträckning olika sociala nätverk för att nå ut till tilltänkta fans. 
Bandets första, självbetitlade fullängdsalbum gavs ut 2009 och producerades av Paul Sabu som även producerat album av Alice Cooper och W.A.S.P.. Rick Hard slutade 2010 och bandet rekryterade Vinnie Sharpe som ny trummis. Senaste albumet, Heavy Metal Parking Lot kom 2011 och producerades av Chips Kiesbye som tidigare bland annat producerat album av Hellacopters, Sahara Hotnights och Millencollin. Albumet, som gavs ut av Rambo Records i samarbete med Sony Music/Gain Records, fick positiv kritik av bland annat Janne Stark på Metalcentral och av Daniel Nordström i Västerbottens Folkblad.

## Medlemmar
Nuvarande medlemmar
- Tom Pearsson – sång (2007– )
- Randy Joy  – sologitarr (2007– )
- Mike Hill - kompgittar (2007– )
- Chris Lemon – basgitarr (2007– )
- Triple B – trummor (2012)

Tidigare medlemmar
- Rick Hard – trummor (2007–2010)
- Vinnie Sharpe – trummor (2010–2011)

## Diskografi
Studioalbum
- 2009 – Badmouth
- 2011 – Heavy Metal Parking Lot

EP
- 2009 – Rivethead